# Biruaca
Biruaca es una de las poblaciones más importantes del Estado Apure de Venezuela, y ésta a su vez es capital del municipio homónimo. Su población, de acuerdo a la estadistíca de 2024 del INE era de 75 560 habitantes.
La ciudad fue fundada por Don Pedro Veroes a finales del siglo XVIII. Tanto al municipio como a la población se les denominó así en honor al Indio Birruaka. 	
El 2 de julio de 1937 esta población fue elevada a municipio, según decreto de la Asamblea Legislativa del Estado Apure, siendo durante la entonces Presidencia de Estado (ahora Gobernación) del Dr. Saverio Barbarito Echenique. Luego, el 14 de diciembre de 1992, la Asamblea Legislativa del Estado Apure sanciona una nueva reforma de la Ley de División Político Territorial del Estado Apure, donde Biruaca es elevada a la categoría de Municipio. 
Biruaca es una población satélite de la capital San Fernando de la cual dista 7 kilómetros de centro a centro, y comprendida de facto en el área metropolitana de esta. En la ciudad hay varias atracciones turísticas como una estatua de tamaño natural en honor a Simón Bolívar, la única en el mundo donde se puede apreciar al Libertador de pie sobre el planeta rompiendo una cadena que lo envuelve solo con su espada, entre otros.